# Saison 2018-2019 du MC Alger
Maillots
Chronologie
Saison précédente Saison suivante
Cet article traite de la saison 2018-2019 du Mouloudia Club d'Alger, qui est cinquante-et-unième saison du club Algérois en première division du Championnat d'Algérie de football, la quinzième consécutive au sein de l'élite du football algérien. Le club est engagé en championnat d'Algérie, Coupe d'Algérie, Championnat arabe des clubs 2018-2019 et Ligue des champions.

## Préparation d'avant-saison
La reprise de l'entraînement a été fixée au vendredi 8 juin 2018 par Bernard Casoni, a l’école supérieure d’hôtellerie d'Aïn Benian, et le 17 juin 2018 le club s'est rendu a Vichy en France pour commencer le stage pré-saison qui s'est déroulé jusqu'au 11 juillet 2018, le Mouloudia Club d'Alger a joué 3 matchs amicaux en France.

## Transferts

### Transferts estivaux
| Nom                      | Nationalité | Poste     | Transfert           | Provenance/Destination | Division              |
| ------------------------ | ----------- | --------- | ------------------- | ---------------------- | --------------------- |
| Arrivées                 |             |           |                     |                        |                       |
| Zakaria Haddouche        | Algérie     | Milieu    | Transfert gratuit   | ES Sétif               | Ligue 1 Mobilis       |
| Islam Arous              | Algérie     | Défenseur | Prêt                | Paradou Ac             | Ligue 1 Mobilis       |
| Mansour Ben Othmane      | Algérie     | Attaquant | Transfert gratuit   | Club Africain          | Ligue I               |
| Abdelkader Morcely       | Algérie     | Gardien   | Transfert 37 000 €  | O Médéa                | Ligue 1 Mobilis       |
| Abderrahmane Bourdim     | Algérie     | Milieu    | Transfert 200 000 € | JS Saoura              | Ligue 1 Mobilis       |
| Farès Hachi              | Algérie     | défenseur | Transfert gratuit   | Sundowns FC            | Absa Premiership      |
| Oualid Mamoun            | Algérie     | défenseur | Transfert gratuit   | Angers SCO rés.        | National 3            |
| Ilyes Chaibi             | Algérie     | Attaquant | Transfert           | Innsbruck FC           | Bundesliga            |
| Départs                  |             |           |                     |                        |                       |
| Faouzi Chaouchi          | Algérie     | Gardien   | Fin de contrat      | CA Bordj Bou Arreridj  | Ligue 1 Mobilis       |
| Brahim Boudebouda        | Algérie     | Défenseur | Fin de contrat      | MC Oran                | Ligue 1 Mobilis       |
| Zinelaabidine Boulakhoua | Algérie     | Défenseur | Contrat résilier    | CR Belouizdad          | Ligue 1 Mobilis       |
| Amir Karaoui             | Algérie     | Défenseur | Fin de contrat      | ES Sétif               | Ligue 1 Mobilis       |
| Abdellah El Mouden       | Algérie     | Défenseur | Fin de prêt         | CA Bordj Bou Arreridj  | Ligue 1 Mobilis       |
| Abou Sofiane Balegh      | Algérie     | Attaquant | Contrat résilier    | CR Belouizdad          | Ligue 1 Mobilis       |
| Rachid Bouhenna          | Algérie     | Défenseur | Transfert           | Dundee United FC       | Scottish Championship |
| Imad Eddine Azzi         | Algérie     | Défenseur | Transfert libre     | NA Hussein Dey         | Ligue 1 Mobilis       |
| Brahim Hachoud           | Algérie     | Défenseur | Transfert libre     | ES Sétif rés.          | Ligue 1 Mobilis       |
| Naim Kirioui             | Algérie     | Milieu    | Transfert libre     | ES Mostaganem          | Ligue 2 Mobilis       |
| Billel Kerrouche         | Algérie     | -         | Transfert libre     | CR Belouizdad rés.     | Ligue 1 Mobilis       |
| Noufel Ould Hamou        | Algérie     | -         | Transfert libre     | CR Belouizdad rés.     | Ligue 1 Mobilis       |
| Mohamed Amine Bramki     | Algérie     | Milieu    | Transfert libre     | CR Belouizdad          | Ligue 1 Mobilis       |

### Transferts hivernaux
| Nom                | Nationalité | Poste     | Transfert         | Provenance/Destination | Division             |
| ------------------ | ----------- | --------- | ----------------- | ---------------------- | -------------------- |
| Arrivées           |             |           |                   |                        |                      |
| Mehdi Benaldjia    | Algérie     | Attaquant | Transfert libre   | JS Kabylie             | Ligue 1 Mobilis      |
| Samy Frioui        | Algérie     | Attaquant | Transfert libre   | AEL Larissa            | Superleague Elláda   |
| Ryad Keniche       | Algérie     | Défenseur | Transfert libre   | CR Belouizdad          | Ligue 1 Mobilis      |
| Nabil Lamara       | Algérie     | Défenseur | Transfert         | USM Bel Abbès          | Ligue 1 Mobilis      |
| Mohamed Merouani   | Algérie     | Attaquant | Transfert         | ASO Chlef              | Ligue 2 Mobilis      |
| Départs            |             |           |                   |                        |                      |
| Mansour Benothmane | Algérie     | Attaquant | Prêt              | ASO Chlef              | Ligue 2 Mobilis      |
| Abdelhak Massouadi | Algérie     | Défenseur | Libérer           | ASO Chlef              | Ligue 2 Mobilis      |
| Zidane Mebarakou   | Algérie     | Défenseur | Transfert Gratuit | Al Wehda Club          | Saudi Premier League |

### Nouveaux contrats
| Nom                | Nationalité | Position          | Durée Contrat | Fin Contrat |
| ------------------ | ----------- | ----------------- | ------------- | ----------- |
| Saïd Daâs          | Algérie     | Gardien           | 5 ans         | 2023        |
| Abdelkrim Benarous | Algérie     | Attaquant         | 4 ans         | 2022        |
| Rabah Mokrani      | Algérie     | Milieu de terrain | 3 ans         | 2021        |

## Compétitions

### Championnat d'Algérie
La Ligue 1 2018-2019 est la cinquante-cinquième édition du Championnat d'Algérie de football et la huitième sous l'appellation « Ligue 1 ». L'épreuve est disputée par seize clubs réunis dans
un seul groupe et se déroulant par matches aller et retour, soit une série de trente rencontres. Les trois premières places de ce championnat sont qualificatives pour les compétitions africaines que sont la Ligue des champions et la Coupe de la confédération.

#### Classement
| Rang | Équipe           | Pts | J  | G  | N  | P  | Bp | Bc | Diff | Qualification ou relégation                       |
| ---- | ---------------- | --- | -- | -- | -- | -- | -- | -- | ---- | ------------------------------------------------- |
| 4    | JS Saoura        | 47  | 30 | 13 | 8  | 9  | 33 | 22 | +11  |                                                   |
| 5    | ES Sétif         | 45  | 30 | 13 | 6  | 11 | 34 | 24 | +10  |                                                   |
| 6    | MC Alger         | 43  | 30 | 11 | 10 | 9  | 35 | 36 | −1   | Qualification pour le Championnat arabe des clubs |
| 7    | CS Constantine T | 40  | 30 | 10 | 10 | 10 | 30 | 24 | +6   | Qualification pour le Championnat arabe des clubs |
| 8    | CR Belouizdad C  | 38  | 30 | 10 | 11 | 9  | 28 | 27 | +1   | Qualification pour la Coupe de la confédération   |

1. ↑  Défalcation de 3 points. En raison du forfait du CR Belouizdad pour le match CR Belouizdad – AS Aïn M'lila, la victoire a été attribué à l'AS Aïn M'lila sur un score de 3-0. La Commission de discipline de la Fédération algérienne de football a donné une pénalité supplémentaire de 3 points au CR Belouizdad.

#### Évolution du classement et des résultats
Phase aller
| Journée  | 1 | 2 | 3 | 4 | 5 | 6 | 7  | 8 | 9 | 10 | 11 | 12 | 13 | 14 | 15 | 1re place | 2e place | 3e place |
| -------- | - | - | - | - | - | - | -- | - | - | -- | -- | -- | -- | -- | -- | --------- | -------- | -------- |
| Rang     | 8 | 5 | 5 | 9 | 7 | 9 | 11 | 7 | 8 | 5  | 4  | 3  | 5  | 6  | 6  |           |          |          |
| Résultat | N | G | N | D | G | D | D  | G | N | G  | G  | N  | N  | D  | N  | -         | -        | -        |

Phase retour
| Journée  | 20 | 21 | 22 | 23 | 24 | 25 | 26 | 27 | 28 | 29 | 30 | 1re place | 2e place | 3e place |
| -------- | -- | -- | -- | -- | -- | -- | -- | -- | -- | -- | -- | --------- | -------- | -------- |
| Rang     |    |    |    |    |    |    |    |    |    |    |    |           |          |          |
| Résultat |    |    |    |    |    |    |    |    |    |    |    | -         | -        | -        |

#### Août
L'Mouloudia d'Alger a ouvert son championnat contre le Paradou Ac, pour le premier match du championnat, les Algérois se sont inclinés a domicile sur un score de 1-1 avec un but de Walid Derardja, qui est entré en jeu à la 78'.

### Ligue des champions
La Ligue des champions de la CAF 2018 est la vingt-deuxième édition dans le forma actuel de la CAF Ligue des Champions, C'est la deuxième participation au phase de groupe pour le Mouloudia d'Alger sous cette nouvelle forme.

### Coupe Arabe
La coupe arabe est une compétition annuelle de football organisée par l'UAFA  et opposant les meilleurs clubs des championnats arabes, se compose de 32 équipes participantes, qui s'affrontent en :
- deux tours préliminaires à élimination directe (aller et retour) ;
- une phase de groupes : quatre groupes, chacun composé de quatre équipes jouant en mini-championnat (aller et retour). Les deux premiers chaque groupe sont qualifiés pour les quarts de finale ;
- trois tours à élimination directe : quarts de finale, demi-finales et finale (aller et retour) ;
- le vainqueur de la Ligue des champions est officiellement Champion arabe des clubs.

### Coupe d'Algérie
La Coupe d'Algérie de football 2018-2019 est la 55e édition de la Coupe d'Algérie de football, la compétition est sponsorisée par l'opérateur ATM Mobilis, compétition à élimination directe mettant aux prises des clubs de football amateurs et professionnels affiliés à la Fédération algérienne de football, le vainqueur sera qualifié pour le tour préliminaire de la Coupe de la confédération africaine.

## Effectif professionnel
Mise à jour : 17 décembre 2018
Le tableau suivant liste les joueurs en prêts pour la saison 2018-2019.